# 지성탑
"지성탑"은 한국에서 제작된 김정환 감독의 1948년 영화이다. 방구봉 등이 주연으로 출연하였고 방수원 등이 제작에 참여하였다.

## 출연

### 주연
- 방구봉
- 이향희